# 清水灣道
清水灣道（英語：Clear Water Bay Road）是香港新界西貢區的主要道路，安達臣道至大埔仔一段為四線雙程分隔車道，其他路段雙線雙程行車，由清水灣郊野公園一直伸延至彩虹交匯處，連接龍翔道、太子道東和觀塘道，全長約14.2公里。
清水灣道於1932年建成，當時全線雙線雙程行車，由清水灣一直伸延至九龍城。當時清水灣道（今彩虹道一段）毗鄰的啟德滨地段逐步發展成啟德機場，並於1939年建成首條正規跑道（13/31跑道），位置於現時新蒲崗一帶，飛機起降時需要把清水灣道的車輛截停。
1950年，政府收回清水灣道（彩虹道）西北地段，用以加長啟德機場的13/31跑道。擴建工程亦包括以混凝土掩蓋該地段的啟德明渠，以便跑道得以跨越明渠，工程於翌年1月完成，於2月初開放使用。跑道與清水灣道交匯構成平交道，直到1958年9月啟用的新跑道取代舊跑道為止。
1963年彩虹邨建成後，部分路段易名為彩虹道和太子道東。
由於清水灣道自彩雲邨至安達臣道一段甚為陡斜（斜度達1:8），重型車輛上斜時頗為吃力，四順人口又不斷增加，加上西貢區自從被劃作郊野公園後遊人不斷增加，上述路段經常交通擠塞，香港政府後來在安達臣道交界附近另築一條新路，命名為新清水灣道。
現時，清水灣道與很多重要道路相連，包括通往將軍澳的坑口道及影業路，以及通往西貢市中心的西貢公路。不過，清水灣道並不直達清水灣海灘，到清水灣的人需在大坳門轉入大坳門路前往。

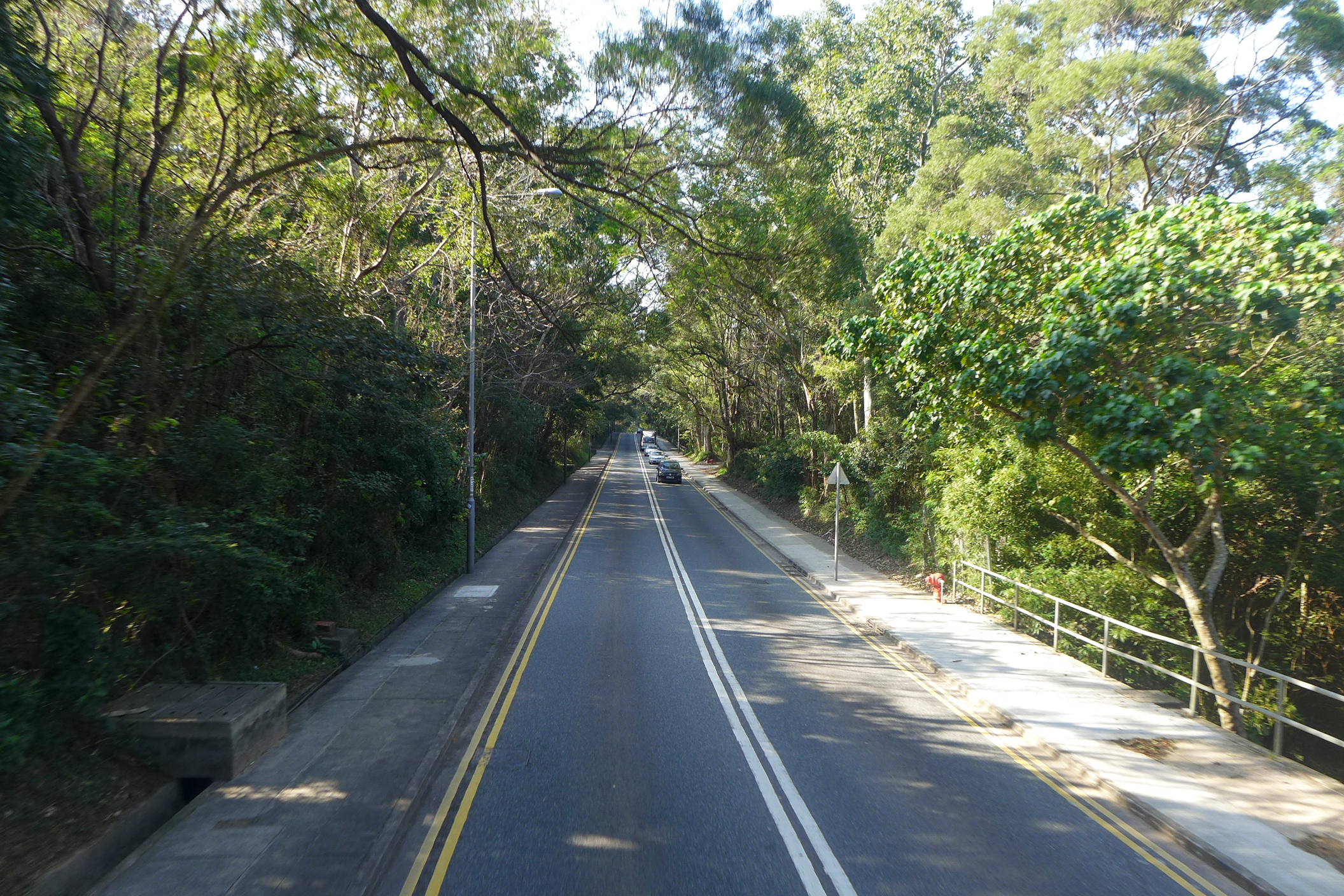
清水灣道清水灣段
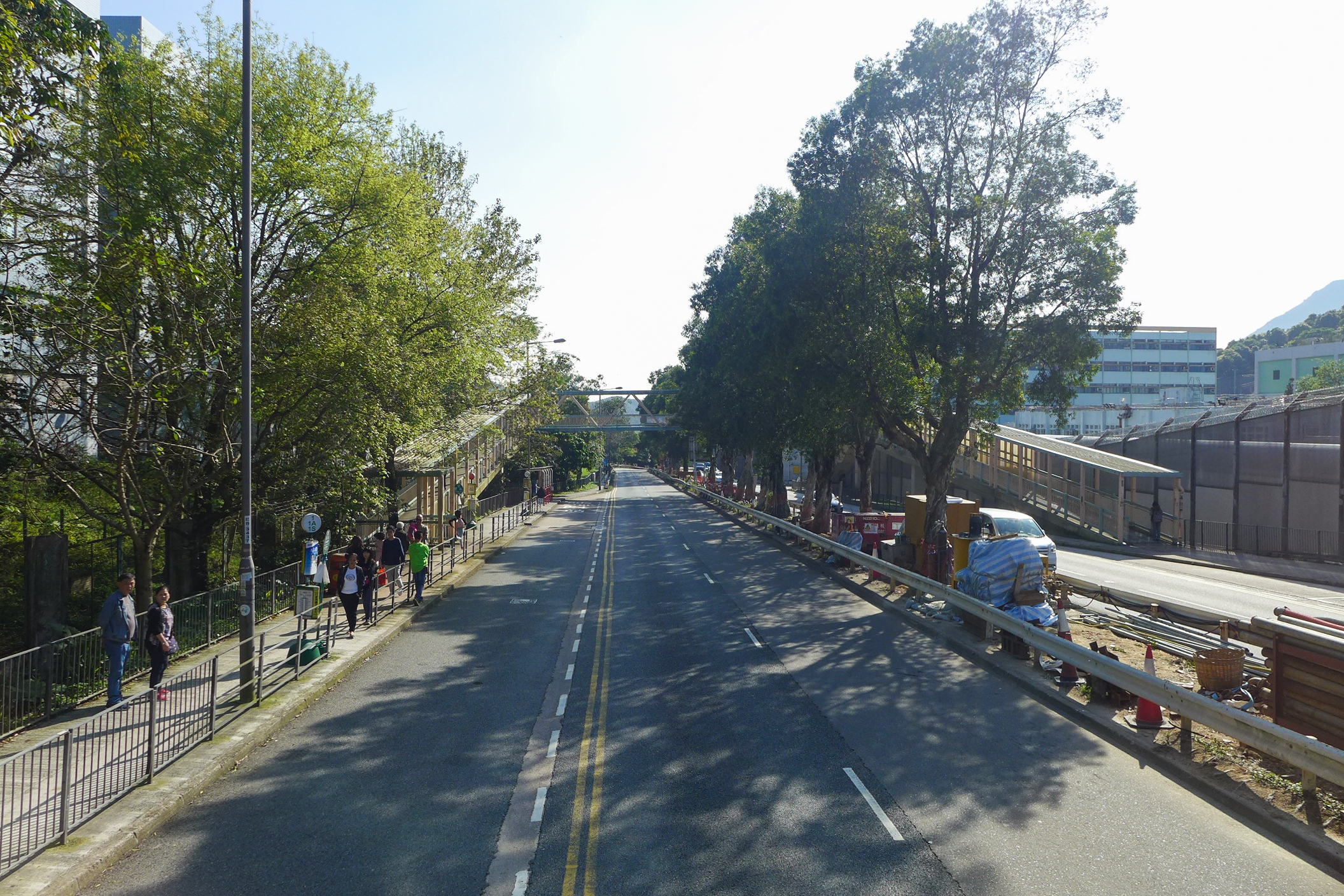
清水灣道近壁屋懲教所
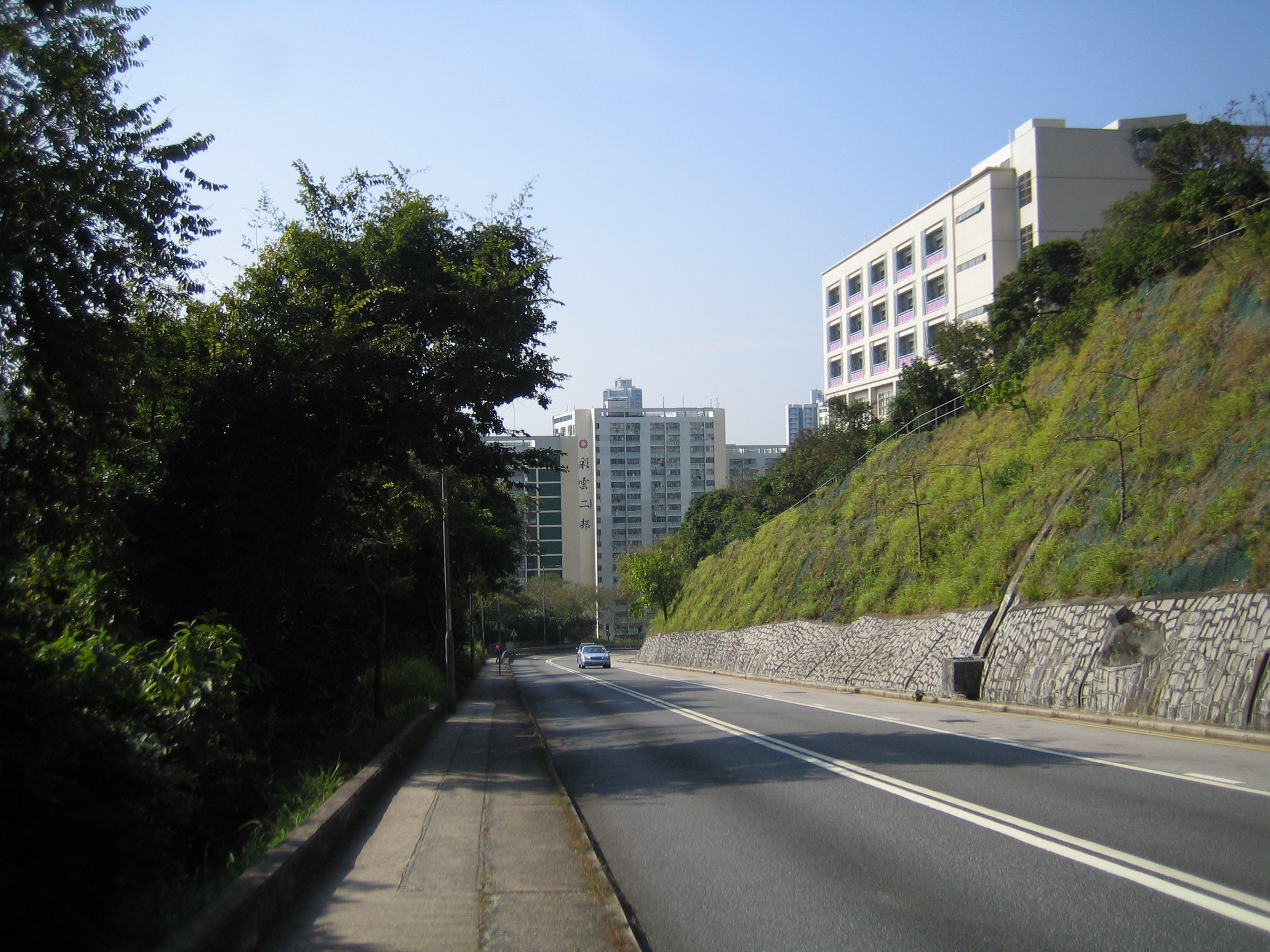
清水灣道近德望學校
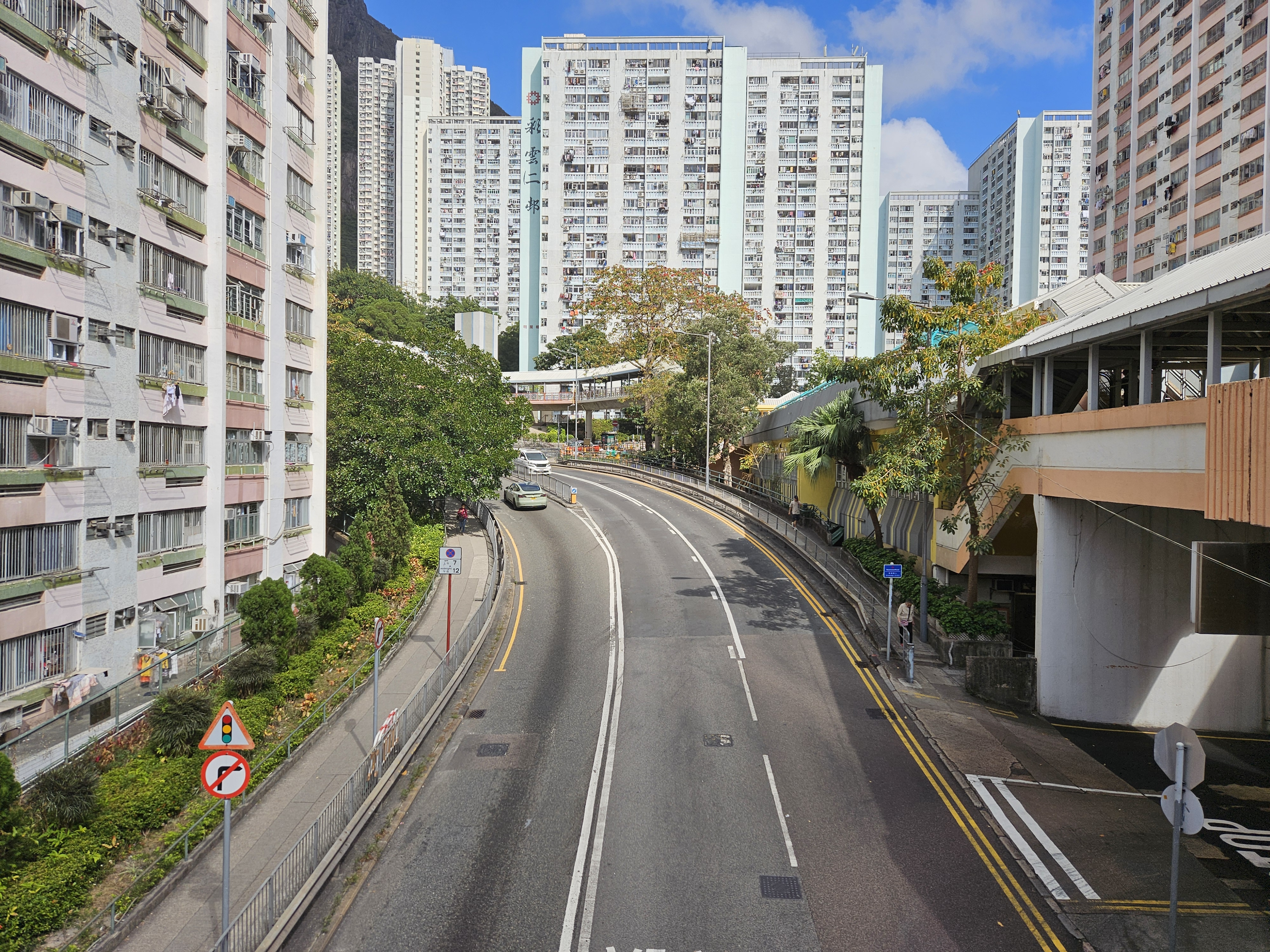
俯瞰清水灣道近彩雲巴士總站
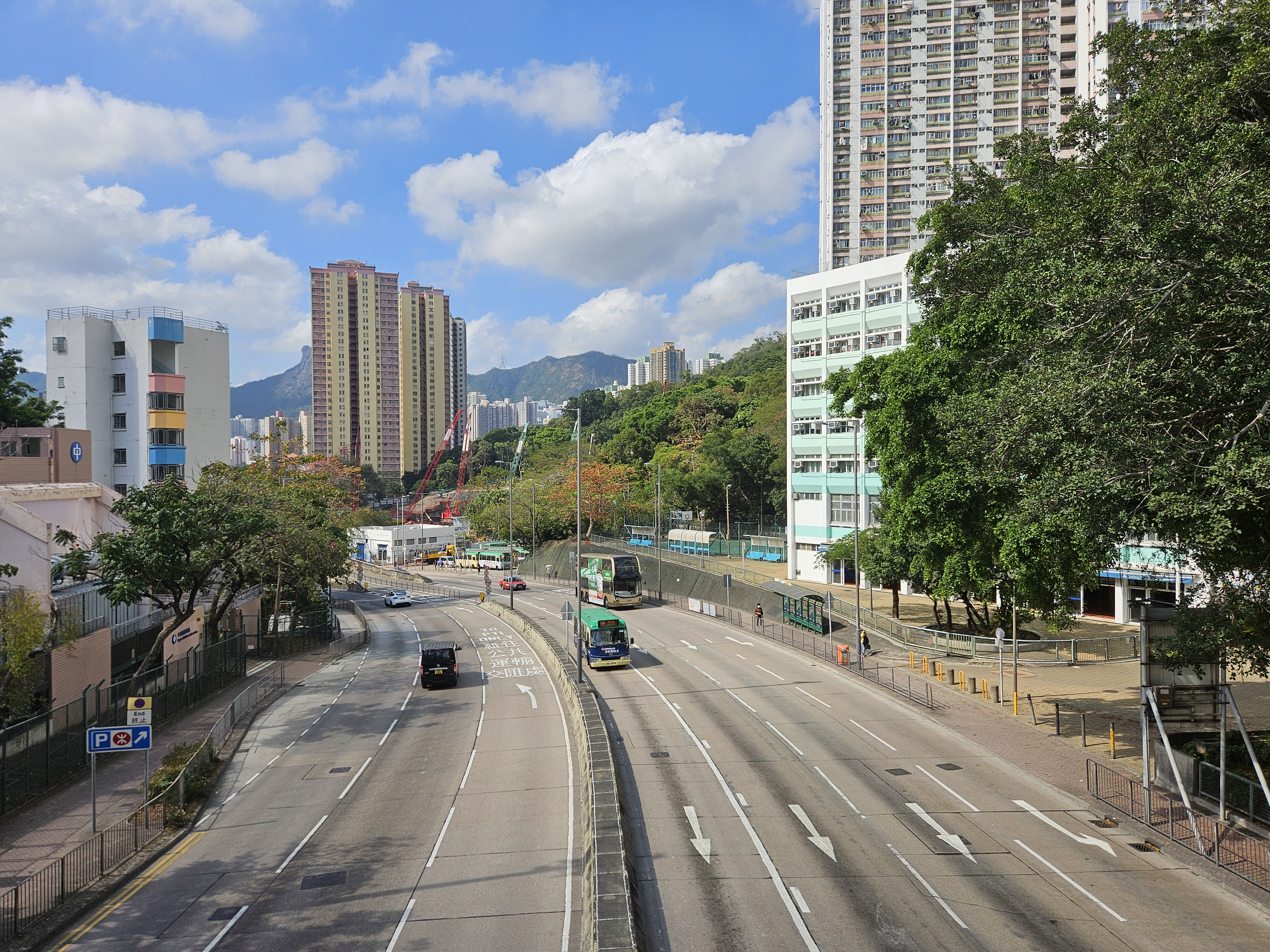
清水灣道近彩雲聖若瑟小學
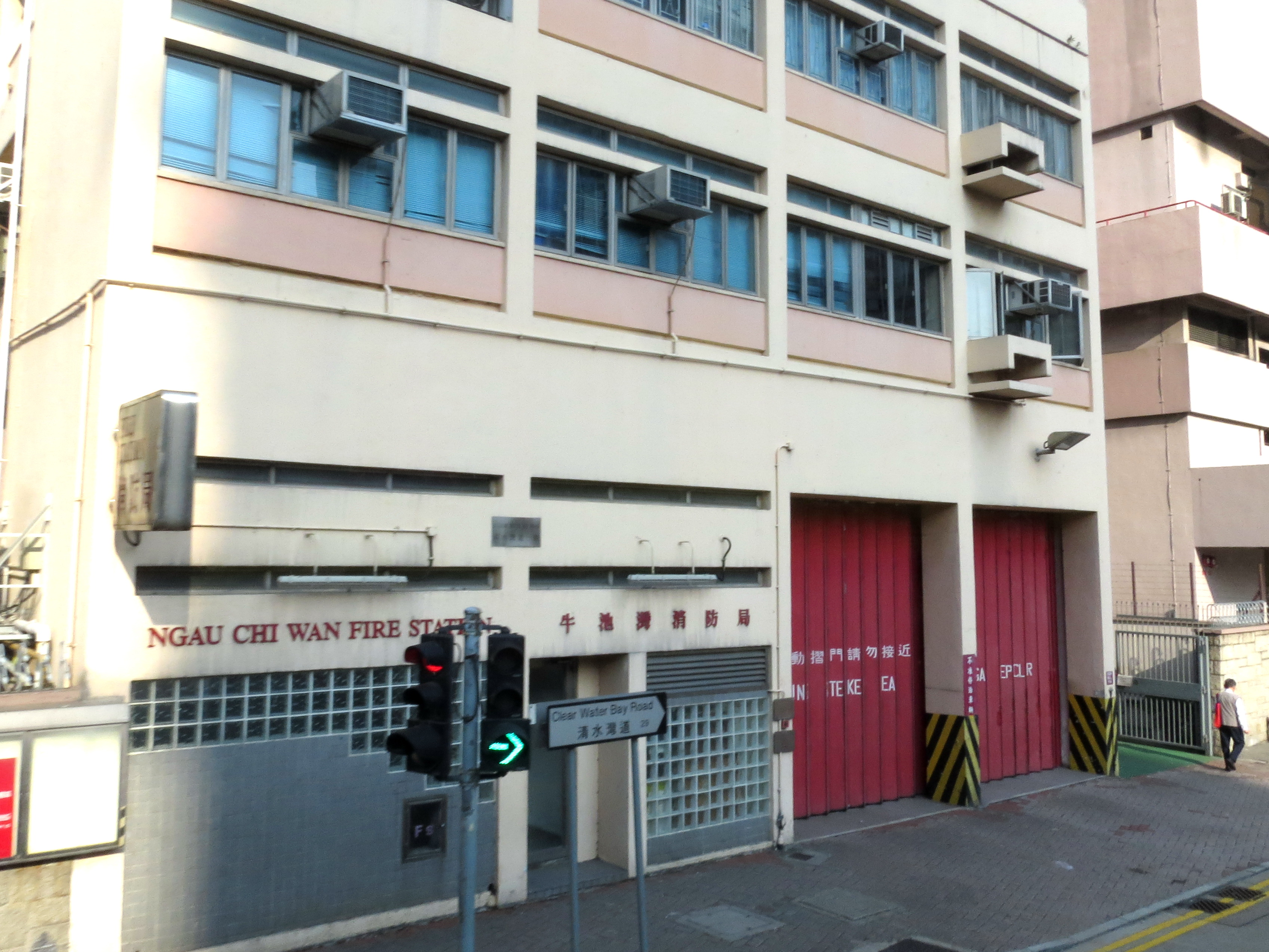
位於清水灣道1號的牛池灣消防局，清水灣道起點
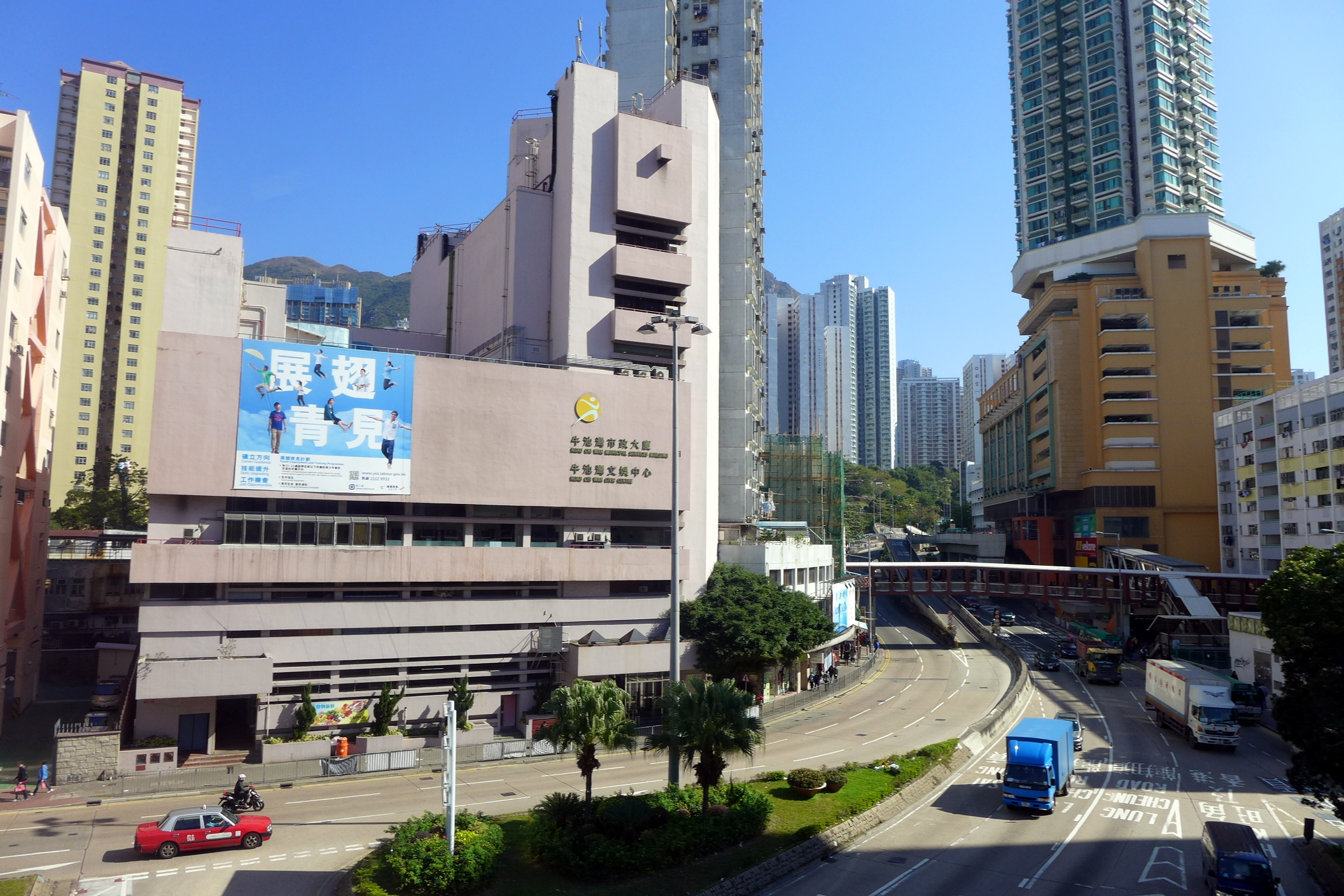
位於清水灣道近牛池灣市政大廈

## 新清水灣道

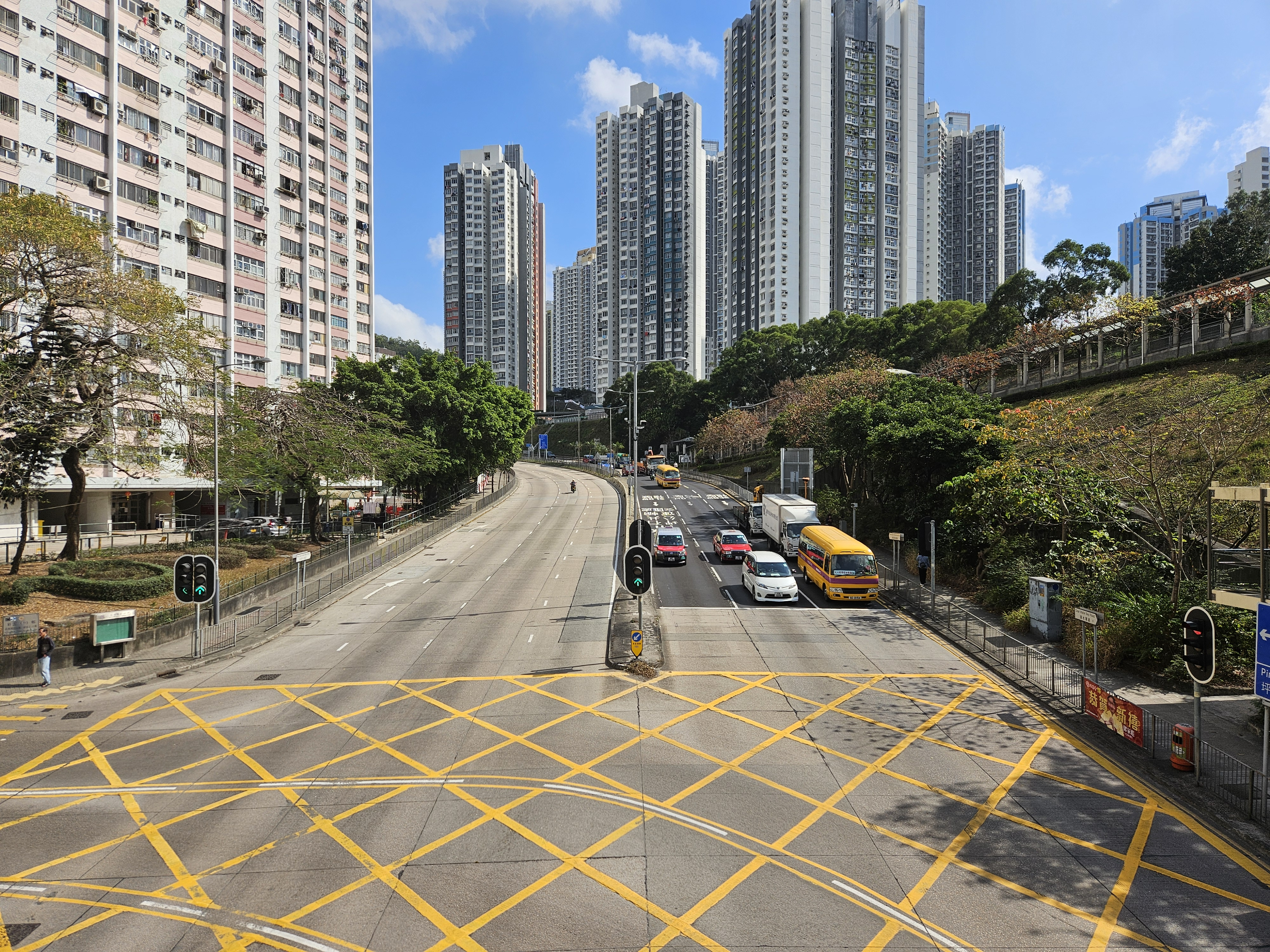
新清水灣道西端

新清水灣道 （英語：New Clear Water Bay Road）為清水灣道在飛鵝山茶寮坳的分支道路，連接四順、佐敦谷，在彩雲邨繡文樓（即彩雲聖若瑟小學對開位置）與清水灣道匯合，在1980年初通車，大部分路段採用三線雙程及六線雙程行車，全長約2.5公里。
當中的高架天橋是香港海拔最高的大橋，來往西貢及九龍。由於橋上和橋下的新清水灣道相差數十公尺，有多人曾選擇從該條天橋跳下輕生。

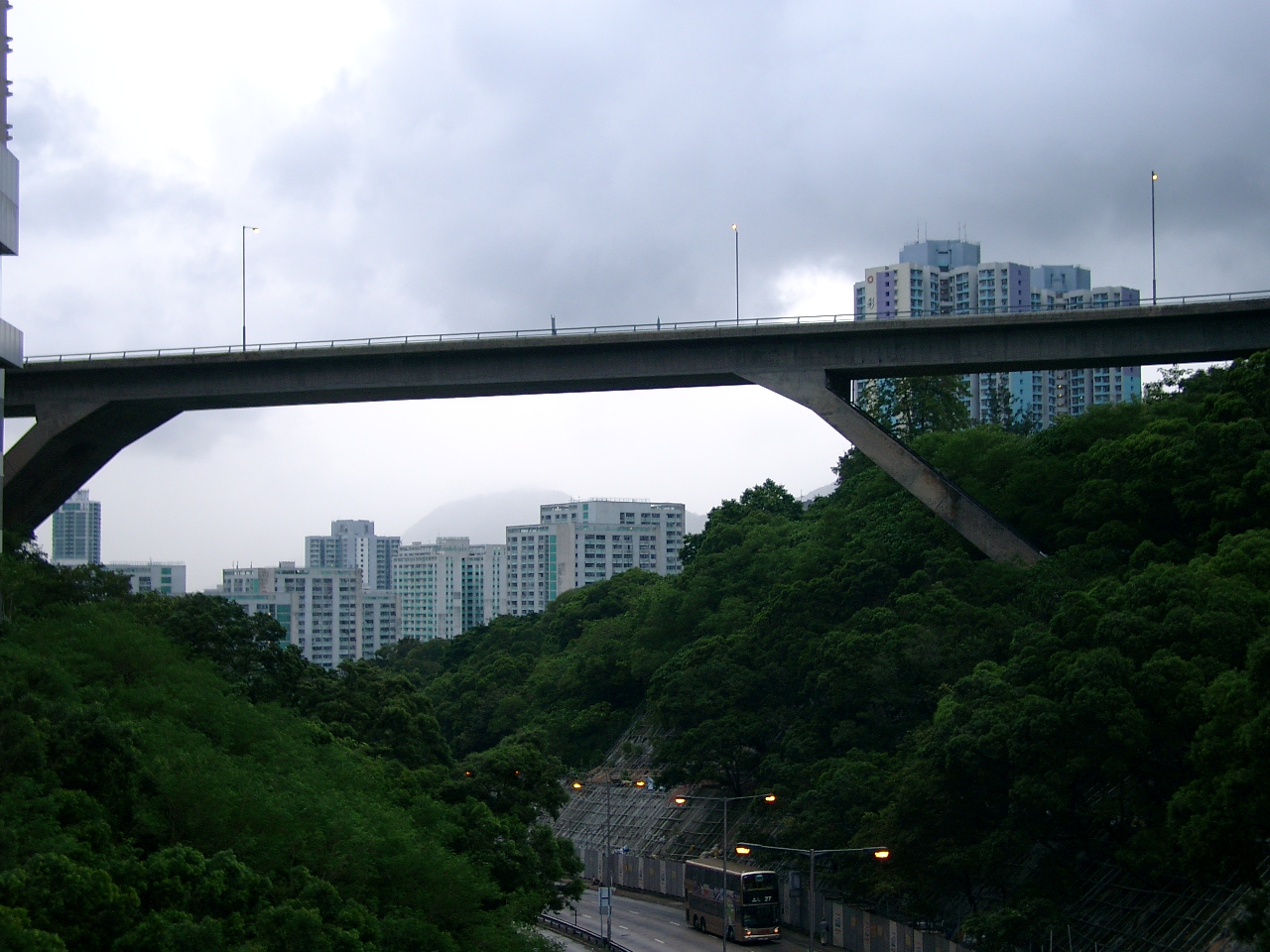
新清水灣道高架天橋

新清水灣道興建前，來往九龍東與西貢半島和將軍澳等交通，依賴彩雲邨的清水灣道，但由於清水灣道十分斜，對重型車輛來說甚為吃力。有見及此，政府於佐敦谷與彩雲邨間建新清水灣道上山至順利邨道，再經大橋接駁至飛鵝山往西貢半島。
新清水灣道2009年與佐敦谷彩興里連接，車輛可經佐敦谷前往牛頭角彩霞道一帶。
隨著安達臣道發展計劃，安泰邨因為居民入伙時邨內交通並不發達，極需依賴四順交通。新清水灣道的負荷越來越重，安泰居民早上出門時會塞車，因此區議員爭取擴闊新清水灣道行車線，以舒緩交通阻塞。

## 交通擠塞問題
基於將軍澳人口不斷增長及較多市民使用私家車外出，清水灣道通車容量已趨飽和，每日早上繁忙時間清水灣道與新清水灣道往九龍方向交通擠塞嚴重，車龍連綿數公里長，運輸署近年已在順利紀律部隊宿舍裝設道路交通監控閉路電視系統以監測當地交通。
有當地居民認為交通擠塞情況嚴重的原因除人口增長外，政府近年在清水灣道飛鵝山至彩雲邨路段裝設多盞交通燈；以及數年前因在牛池灣興建住宅清水灣道8號永久封閉一條出九龍方向的行車線，導致清水灣道彩雲邨至龍翔道一段做成樽頸地帶有關。
政府藉安達臣道發展計劃，新建道路連接清水灣道與九龍東，以疏導清水灣往來九龍東一帶的車輛。道路命名為安秀道，南面終點為寶琳路近寶達邨，並於2016年1月11日正式通車。
為避免紅色小巴與綠色專線小巴做成惡性競爭，運輸署於1980至1990年代開始規定小巴途經飛鵝山至彩雲邨的指定往返路線，紅色小巴需行經新清水灣道，而綠色專線小巴需行經清水灣道。個別需要往返飛鵝山至四順的綠色專線小巴路線（例︰新界專線小巴12、104線）除外。

## 交匯道路

### 清水灣道
- 龍翔道
- 銀河徑
- 豐盛街
- 扎山道
- 飛鵝山道
- 安秀道
- 炭山路
- 甘澍路
- 嘉樹路
- 白石窩新村路
- 白石台路
- 碧翠路
- 壁屋村路
- 竹角路
- 西貢公路
- 大學道
- 銀影路
- 亞公灣路
- 影業路
- 銀線灣道
- 坑口道
- 碧沙路
- 孟公屋路
- 坑口永隆路
- 檳榔灣路
- 柏濤徑
- 下洋路
- 兩塊田上路
- 兩塊田下路
- 下洋新村路
- 相思灣路
- 大坳門路
- 龍蝦灣路

### 新清水灣道
- 豐盛街
- 彩興里
- 順清街
- 順利邨道
- 新順街
- 利安道